# Jupp Derwall
Josef „Jupp“ Derwall (* 10. März 1927 in Würselen; † 26. Juni 2007 in St. Ingbert) war ein deutscher Fußballspieler und -trainer. Vom 11. Oktober 1978 bis zum 20. Juni 1984 war Derwall Bundestrainer der deutschen Nationalmannschaft, mit der er 1980 Europameister und 1982 Vizeweltmeister wurde.

## Jugend und erste Tätigkeit als Fußballspieler
Derwall wuchs in Würselen auf, wo er die Volksschule besuchte, bis er auf ein Gymnasium in Aachen wechselte. In Würselen begann er auch das Fußballspielen. Bereits mit 16 Jahren spielte er 1943 in der ersten Mannschaft von Rhenania Würselen. Nach dem Schulende trat er eine Stellung in der Ingenieur-Abteilung des Eschweiler Bergwerks-Vereins an, weil er Maschinenbau-Ingenieur werden wollte. Am 8. Februar 1944 beantragte er die Aufnahme in die NSDAP und wurde zum 20. April desselben Jahres aufgenommen (Mitgliedsnummer 9.819.963), sein Vater war zeitweise stellvertretender Zellenleiter in der Partei.
Derwall wurde zum Arbeitsdienst nach Altenburg einberufen und danach zur Luftwaffe. Er war in Berlin und dann in Braunschweig-Waggum und Goslar stationiert. Im Harz geriet er 1945 in amerikanische Kriegsgefangenschaft. Er gelangte in das Lager Welda bei Warburg und wurde dann in französische Kriegsgefangenschaft überstellt, um in einem Bergwerk zu arbeiten. Derwall floh durch einen Sprung vom Güterwagen und schlug sich zu seinen nach Cloppenburg evakuierten Eltern durch. Dort spielte er für den BV Cloppenburg. 1946 kehrte er nach Würselen zurück, wo er wieder für die Rhenania spielte.

## Karriere als Spieler
Mit Rhenania Würselen wurde Derwall 1947 Mittelrheinmeister und stieg in die Oberliga West auf. Jupp Derwall schoss das entscheidende Tor. Nach diesem Spiel lernte er den ehemaligen Reichs- und baldigen Bundestrainer Sepp Herberger kennen, der ihn zum Tee einlud. Sowohl 1948 als auch 1949 gelang Würselen der Klassenerhalt. 1949 wechselte Derwall zu Alemannia Aachen, für die er 109 Spiele in der Oberliga West bestritt, in denen er 41 Tore schoss. Mit Aachen erreichte er 1953 das DFB-Pokalfinale, das am 1. Mai 1953 in Düsseldorf gegen Rot-Weiss Essen mit 1:2 verloren ging (Derwall erzielte dabei den Anschlusstreffer). Er bekam daraufhin ein Angebot von Fortuna Düsseldorf und unterschrieb dort einen Vertrag. Der Westdeutsche Fußballverband verweigerte die Freigabe mit der Begründung, dass ohne Derwall die Existenz der Alemannia auf dem Spiel stehe. Derwall wurde schließlich für zwei Spielzeiten für Pflichtspiele gesperrt. Die Sperre wurde schließlich auf ein Jahr verkürzt. Er kam daher in der Saison 1953/54 zu keinem Pflichtspiel mehr.
Im Jahr 1954, nach der Weltmeisterschaft, bestritt er seine beiden einzigen Länderspiele für die A-Nationalmannschaft. Bei seinem ersten Spiel trug er das Trikot mit der Nummer 10, die bei der WM Werner Liebrich getragen hatte. Er nahm an den Länderspielen gegen England in London am 1. Dezember 1954 teil, welches mit 1:3 verloren ging, und gegen Portugal am 19. Dezember 1954 in Lissabon, welches mit 3:0 gewonnen wurde. Davor hatte er ein Länderspiel für die B-Nationalmannschaft bestritten, die am 22. März 1953 in Wien gegen die Auswahl Österreichs mit 1:3 verloren hatte.
Nach Ablauf seiner Sperre spielte er von 1954 bis 1959 für Fortuna Düsseldorf in der Oberliga West. Für die Fortuna schoss er in 110 Spielen 47 Tore und erreichte mit der Fortuna 1957 und 1958 das DFB-Pokalfinale. 1957 kam er im Finale allerdings nicht zum Einsatz. Er ließ danach seine Karriere in der Schweiz ausklingen, von wo er ein Angebot als Spielertrainer des gerade in die Nationalliga A aufgestiegenen FC Biel erhielt. Von 1959 bis 1961 spielte er als Spielertrainer für den FC Biel in der ersten Liga der Schweiz und danach in der Saison 1961/62 ebenfalls als Spielertrainer für den FC Schaffhausen. Mit dem FC Biel war er 1960 Schweizer Vizemeister, 1961 stand er zum vierten Mal in seiner Karriere in einem Pokalfinale.

## Karriere als Trainer

### Spielertrainer in der Schweiz und erste Stationen in Deutschland
Seine Trainerkarriere begann der Diplom-Sportlehrer Derwall 1959 als Spielertrainer beim damaligen Nationalliga-A-Aufsteiger FC Biel in der Schweiz; den Trainerlehrgang absolvierte er in der Nähe, an der Schweizerischen Sportschule in Magglingen. Mit Biel wurde Derwall in der Saison 1959/60 mit sechs Punkten Rückstand auf den BSC Young Boys umgehend Vizemeister. In der Saison darauf belegte er mit dem Verein nur noch den zehnten Platz, erreichte aber mit den Bielern das Finale des Schweizer Cups, das dann mit 0:1 gegen den FC La Chaux-de-Fonds verloren ging. Zur Spielzeit 1961/62 wechselte Derwall erneut zu einem Aufsteiger, dem FC Schaffhausen, stieg diesmal jedoch mit einem Punkt Abstand zu den Young Fellows Zürich als 13. direkt ab.
Anschließend kehrte er nach dem endgültigen Ende seiner Spielerkarriere als Trainer zurück nach Deutschland, zu seinem ehemaligen Verein Fortuna Düsseldorf, den er ein Jahr lang in der letzten Spielzeit der Oberliga West betreute. Nach anderthalb Jahren Pause übernahm Derwall 1965 während der Saison als Nachfolger von Helmut Schneider den 1. FC Saarbrücken und wurde mit diesem Meister der zweitklassigen Regionalliga Südwest, was zur Teilnahme an Gruppe 2 der Aufstiegsrunde zur Bundesliga berechtigte. Dort belegte der Verein den zweiten Platz hinter dem FC Bayern München und blieb somit in der Regionalliga.

### Deutsche Nationalmannschaft
Bei den Olympischen Spielen 1972, bei denen die Amateurnationalmannschaft der Bundesrepublik als Veranstalter gesetzt war, trainierte er eine mit Vertragsamateuren besetzte Mannschaft (u. a. mit dem späteren Meistertrainer Ottmar Hitzfeld sowie dem späteren Weltmeister und Bayern-Manager Uli Hoeneß), die in der Zwischenrunde an den A-Nationalmannschaften aus Ungarn und der DDR scheiterte.
Nach der Weltmeisterschaft 1978 wurde er Nachfolger von Helmut Schön als Bundestrainer, unter dem er bereits von 1970 bis 1978 als Assistenztrainer der A-Nationalmannschaft gewirkt hatte; Schön hatte bereits vor der WM seinen Rücktritt angekündigt. Derwalls Amtszeit begann mit der längsten Serie ohne eine Niederlage (23 Spiele), innerhalb dieser Serie lag – mit 12 gewonnenen Spielen – auch die längste Siegesserie.
Derwalls größte Erfolge als Bundestrainer waren der Gewinn der Fußball-Europameisterschaft 1980 in Italien und der 2. Platz bei der WM 1982 in Spanien. In seiner Zeit als Nationaltrainer erhielt er von Max Merkel den Spitznamen „Häuptling ondulierte Silberlocke“.
Nach dem frühen Ausscheiden durch ein 0:1 gegen Spanien in der Vorrunde der EM 1984 trat der dadurch – in einem bis zu jenem Zeitpunkt für einen Bundestrainer nicht gekannten Ausmaß – unter Druck geratene Derwall zurück. Er selbst hatte offenbar zunächst seine Tätigkeit fortführen wollen und schon von der Vorbereitung auf die anstehende Qualifikation für die WM 1986 gesprochen. Er war jedoch längst zur Zielscheibe der Boulevardpresse geworden und obendrein heftigen Verbalattacken in der Öffentlichkeit ausgesetzt, die in persönlichen Beleidigungen und Beschimpfungen gipfelten. In dieser Situation wurde ein Amtsverbleib Derwalls praktisch unmöglich und als erster Bundestrainer überhaupt gab er seinen Posten vorzeitig auf. Sein Nachfolger wurde Franz Beckenbauer.

### In der Türkei und danach
Dass Derwall nach dem Ende seiner Amtszeit als Bundestrainer in die Türkei wechselte, wurde nach der vorher deutlichen Kritik der Medien an seiner Arbeit einerseits als Flucht, andererseits als finanziell gute Verdienstmöglichkeit eingestuft. Von 1984 bis 1987 trainierte Derwall Galatasaray Istanbul und gewann mit dem Verein 1985 den türkischen Pokal und 1987 die türkische Meisterschaft. Im Jahr 1989 erhielt er die Ehrendoktorwürde der Universität Ankara.
Bis zuletzt schrieb Derwall als Kolumnist beim Fachmagazin kicker. 2002 erschien seine Autobiographie.
Jupp Derwall starb am 26. Juni 2007 im Alter von 80 Jahren nach kurzer, schwerer Krankheit in seinem Haus in St. Ingbert im Saarland. Zu seiner Beerdigung auf dem alten Friedhof von St. Ingbert kamen Größen des deutschen und des türkischen Fußballs wie Franz Beckenbauer, Karl-Heinz Rummenigge, Joachim Löw, Fatih Terim und Mustafa Denizli.

## Länderspiele
- Deutsche Nationalmannschaft: 67 Länderspiele als Bundestrainer – 44 Siege, 12 Unentschieden, 11 Niederlagen

## Erfolge

### Spieler
- Rhenania Würselen: Mittelrheinmeister – Aufstieg in die erstklassige Oberliga/West 1948/49
- Alemannia Aachen: Finalist des DFB-Pokalfinales 1953
- Fortuna Düsseldorf: Finalist des DFB-Pokalfinales 1957 und DFB-Pokalfinales 1958

### Spielertrainer
- FC Biel-Bienne: Schweizer Vizemeister 1959/60 und Finalist Schweizer Cup 1960/61

### Trainer
- 1. FC Saarbrücken: Meister der zweitklassigen Regionalliga Südwest 1964/65
- Deutsche Nationalmannschaft: Europameister 1980 und Vize-Weltmeister 1982
- Galatasaray Istanbul: türkischer Pokalsieger 1984/85 und türkischer Meister 1986/87

## Privates
Derwall war verheiratet und hatte einen Sohn und eine Tochter.

## Ehrungen
- 1989 Bundesverdienstkreuz I. Klasse
- 1989 Ehrendoktor der Universität Ankara
- 1992 Goldene Ehrennadel des DFB
- 1993 Sedat-Simavi-Preis
- eine Straße in seiner Heimatstadt Würselen wurde nach ihm benannt
- Nach seinem Tot wurde auf dem Gelände der Galatasaray-Metin-Oktay-Anlagen ein Spielfeld nach ihm benannt.
- 2020 Namensgeber für die neue Sportanlage am Aquana in Würselen